# 日電歩道

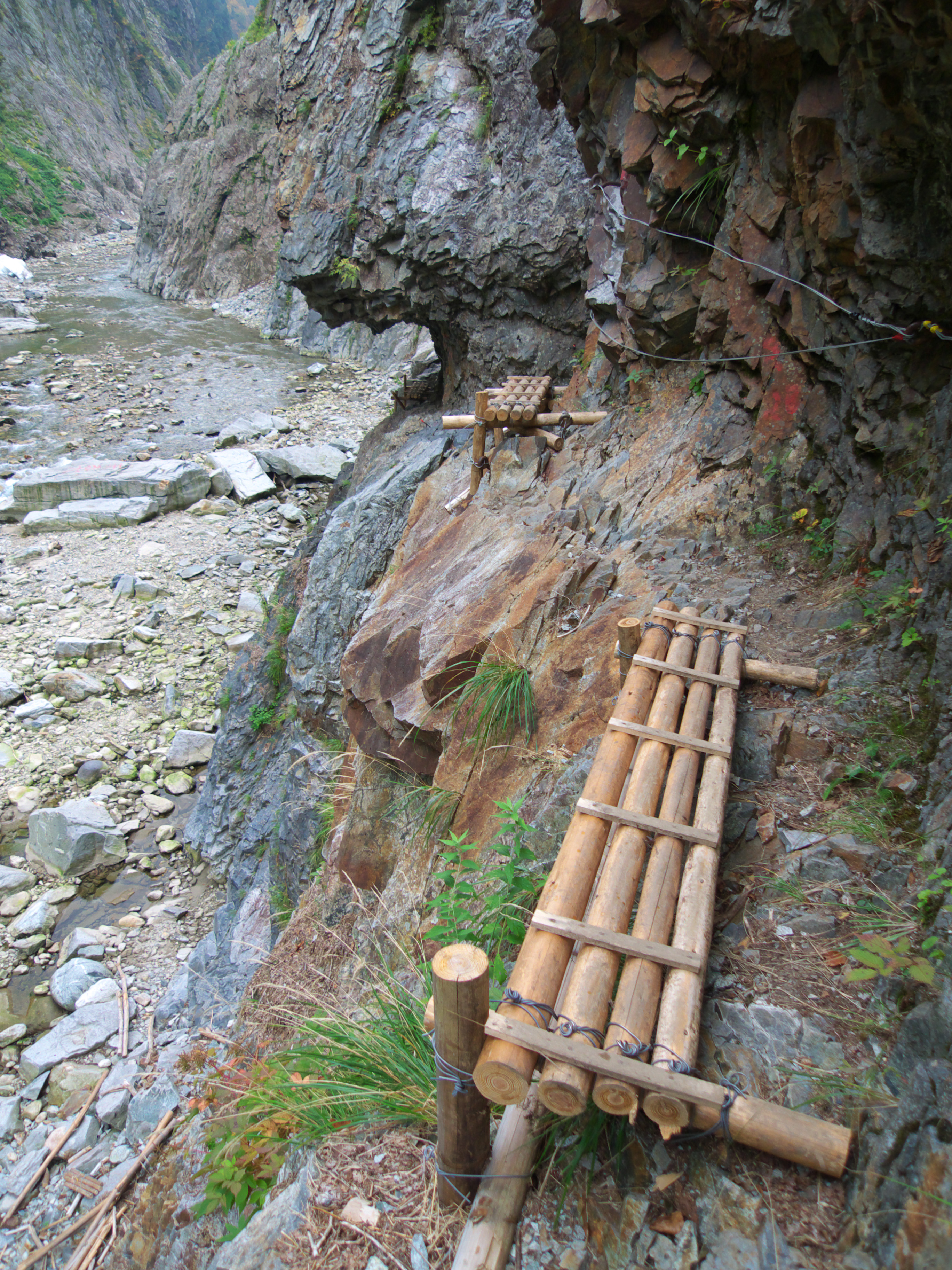
黒部別山谷付近。岩壁を削って通された区間であり、道幅が狭く足場も不安定な箇所が連続する。組んだ丸太を渡した桟道が随所に設けられており、山側に手すりとしてワイヤーが張られているが、谷側には転落防止用の柵などはない

日電歩道（にちでんほどう）は、富山県黒部市の仙人谷ダムから中新川郡立山町の黒部ダムまでの黒部川上流沿いに約16.6キロメートル (km) にわたって延びる歩道。
黒部峡谷の核心部「下廊下（下ノ廊下）」を通る上級者向け登山道であり、コース沿いにはS字峡・十字峡・白竜峡などの景勝地がある。仙人谷ダムでは黒部川の下流方向へ欅平まで続く水平歩道に接続している。

## 解説

黒部峡谷鉄道宇奈月駅に設置されている水平歩道・日電歩道の案内板

一般的な登山道とは異なり、登り下りは少なく全体的に平坦であるが、黒部峡谷沿いの断崖絶壁に沿って長い道のりを歩く危険箇所の多いコースである。コース上に山小屋などの避難場所や、エスケープルートは存在しない。最寄りの山小屋は、仙人谷ダムから水平歩道を2 kmほど進んだところにある「阿曽原温泉小屋」、または黒部ダムから南へ30分ほど歩いた位置にある「ロッジくろよん」である。
「日電歩道」の名は、日本電力（日電）が水力発電所の建設に備えた調査を行うために開削したことから付けられた。1925年に着工し、1929年に平（現在の黒部ダム西岸・平ノ小屋付近）まで開通した。黒部川左岸断崖絶壁にわずかな隙間をうがつような形で建設され、当初は最も狭いところで道幅が50センチメートル (cm) しかなく、岩壁から太い針金を垂らして木をぶら下げ桟道代わりにしていた箇所もあった。歩道上流部に黒部ダムが建設されるにあたってこれらの狭隘な箇所が拡幅され、現在の道になった。
日電がすでに存在しない現在では「旧日電歩道」とも呼ばれる。また水平歩道の部分に当たる区間も含めた約30 kmの道のりを指して「日電歩道」と総称する場合もある。ただし水平歩道の開削は、日電が黒部川の水利権を得る以前に東洋アルミナムの手で行われており、日電が開設したという意味では「日電歩道」と呼べるのは仙人谷より上流側である。また、対岸の右岸側には、古河合名会社（現在の古河機械金属）や東信電力も調査用の道を開いていたが、現在では使われていない。
1951年に関西電力（関電）が黒部川水系の日電の施設を受け継いだことにより、本歩道および水平歩道も関電の管理下に入っている。関電が黒部ダムの建設を決定した際、中部山岳国立公園内である現地にダムを造成する条件として、登山者のために水平歩道とともに本歩道を毎年整備することが厚生省より義務づけられたため、以降関電は毎年数千万円、延べ500名の人員を投じて維持・補修を行っている。整備が終了すると検査を経て富山県警察山岳警備隊や関電から開通が発表されるが、残雪がある程度消える初夏になってから整備が始まる関係上、開通するのは例年9月下旬頃であり、また11月に入ると路面の凍結や積雪が始まることから、1年の中で通行可能なのは秋の1 - 2か月間ほどに限られる。残雪が多い年は数週間しか通行できなかったり、整備が間に合わずに開通しないままの年もある。また整備の範囲は通行が可能になる必要最小限にとどめられており、山側に手すり代わりのワイヤーが張られてはいるものの、道幅は最狭部で50 - 60 cmであり、足元から谷底まで100メートル (m) 以上落ち込んでいる箇所も続く。丸太を数本渡しただけの桟道や、危険箇所を迂回するため木の梯子で数十 m上下する区間もあり、転落事故が後を絶たない。従って熟練した登山者でなければ容易に通行できない。年間の通行者は約3,000人ほどである。さらに、開通の発表は県警や関電が通行の安全を保証するものではなく、開通後も落石などで歩道が損傷を受ける場合がある。2011年には開通間もない10月上旬に十字峡付近で地震による大規模な崖崩れが発生し、その後の年内の通行が不可能になった。
水平歩道も日電歩道同様、断崖絶壁にうがたれた狭い登山道であり、通行に危険を伴うが、その難易度は日電歩道よりも低い。しかし、一歩足を踏み外すと数百 mの絶壁の下に転落する難コースであることに変わりはなく、実際にこちらも転落事故が多発している。
富山県や地元自治体では、観光地としての魅力を高めるため安全性をより高めた整備を求めているが、現地は農林水産省所管の国有林であり、国立公園としての管轄は環境省、そして管理を行うのが関電と、それぞれの費用・役割分担が明確になっていないという問題があり、具体化するには至っていない状況である。

## コース概要
欅平から来た水平歩道は仙人谷ダムで終わり、ここから日電歩道の区間となる。ダム堰堤では仙人温泉方面への登山道（雲切新道）が分岐している。
ダム堰堤を右岸側へ渡り、右手側にダム湖を見ながら自動車が通れるほどの幅の道を進むと、黒部川が東谷と合流する箇所に到着する。ここには長い吊橋が架かっており、これを渡って再び左岸側に戻るとすぐジグザグの急な登りになる。黒部川第四発電所の送電線出口が対岸に見えるあたりで平坦な道になり、ほどなくしてS字峡である。ここでは黒部川の流れが S 字にカーブして岩にぶつかり白く泡立っている。この少し先では関電の作廊谷宿舎が対岸の高みに建っているのが目に入る。この付近での川床からの高さはおよそ90 mほどである。
しばらく進んで木々が多くなってきたところで再び吊橋が架かっている場所に出るが、ここは十字峡と呼ばれる地点で、西側から流れてくる剱沢と東側からの棒小屋沢が同じ地点で黒部川に流れ込み、十字を形づくっている。吊橋を渡って少し先にある小さな平地から、十字峡の全景を見渡せる河原近くの見晴らし台に下りることができる。
十字峡を過ぎ、2箇所ほどの徒渉や滝の水しぶきを浴びる場所を通過する。岩をえぐった道を進んでいくと、やがて両岸が数 mの幅まで狭まり急流になっているところに出る。対岸からはタル沢が細く流れ込んでいる。この付近が白竜峡と呼ばれる区間である。
白竜峡から20 - 30分前後で黒部別山谷に至る。ここはスノーブリッジと呼ばれるアーチ橋状になった雪渓が遅くまで残っている地点であり、時期によってはこの雪渓の上を横断することになる。黒部別山谷の先にある大ヘツリと呼ばれる箇所では、十数 mほどの高さを梯子で上り下りし、桟道で迂回する区間がある。その先は河原近くまで下りたり灌木帯に入ったりしながら進んでいき、内蔵助谷を渡るとすぐに内蔵助平方面からの道と合流する。
やがて黒部ダムの堤体が見えるようになったところで、道は木橋で右岸側へ渡る。渡ったところからはダムまで登り坂となり、樹林帯の中をジグザグに登っていく。道がコンクリート舗装になった先に関電トンネル電気バス黒部ダム駅の登山者用出入口があり、登山道としてはここが終点となる。
この出入口からトンネル内に入り、案内標識に従い電気バスのプラットホームを経由して進むと黒部ダム駅構内である。または階段を登ってダム展望台に出ることもできる。ロッジくろよんおよび平ノ小屋、奥廊下・五色ヶ原方面へは、黒部ダム駅を出て黒部ダム堰堤を対岸へ渡り、黒部ケーブルカー黒部湖駅構内を経由する。
富山県が公開している山のグレーディングによれば、欅平からの水平歩道と通しで当歩道を黒部ダムまで歩く場合、必要な体力度は「9」（2 - 3泊以上が適当）、技術的難易度は最高レベルの「E」（緊張を強いられる厳しい岩稜の登下降が続き、転落・滑落の危険個所が連続する）となっている。
ギャラリー
- 起点の仙人谷ダム
- 十字峡（見晴らし台より）
- 白竜峡付近
- 終点の黒部ダム